# BG 74 Göttingen
El BG Göttingen es un club de baloncesto profesional de la ciudad de Gotinga (Baja Sajonia), que milita en la BBL, máxima categoría del baloncesto alemán. Disputa sus encuentros en el Sparkassen Arena, pabellón con capacidad para 3.447 espectadores.

## Historia
El club se fundó en 1974, jugando en categorías inferiores del baloncesto alemán hasta que en 2007 consiguen el ascenso a la Bundesliga, Su mayor éxito lo consiguieron en 2010, al ganar el EuroChallenge derrotando en la final al Krasnye Krylya Samara ruso por 83-75.

## Registro por temporadas
| Temp.   | Div. | Liga                     | Pos. | Playoffs         | Copa de Alemania | Competición europea        |
| ------- | ---- | ------------------------ | ---- | ---------------- | ---------------- | -------------------------- |
| 2000–01 | 2    | 2. Basketball Bundesliga | 6    | -                | –                | –                          |
| 2001–02 | 2    | 2. Basketball Bundesliga | 8    | –                | –                | –                          |
| 2002–03 | 2    | 2. Basketball Bundesliga | 11   | –                | –                | –                          |
| 2003–04 | 2    | 2. Basketball Bundesliga | 7    | –                | –                | –                          |
| 2004–05 | 2    | 2. Basketball Bundesliga | 5    | –                | –                | –                          |
| 2005–06 | 2    | 2. Basketball Bundesliga | 7    | -                | –                | –                          |
| 2006–07 | 2    | 2. Basketball Bundesliga | 1    | Sube             | –                | –                          |
| 2007–08 | 1    | Bundesliga               | 14   | –                | –                | –                          |
| 2008–09 | 1    | Bundesliga               | 5    | Cuartos de final | –                | –                          |
| 2009–10 | 1    | Bundesliga               | 7    | Cuartos de final | Cuarta Plaza     | Campeón Eurochallenge      |
| 2010–11 | 1    | Bundesliga               | 7    | Cuartos de final | –                | Cuartos de final Eurocup   |
| 2011–12 | 1    | Bundesliga               | 18   | Bajan            | –                | Eurochallenge Liga Regular |
| 2012–13 | 2    | Pro A                    | 5    | Cuartos de final | -                | -                          |
| 2013–14 | 2    | Pro A                    | 1    | SubeCampeón      | -                | -                          |
| 2014–15 | 1    | Bundesliga               | 10   | -                | Cuartos de final | -                          |
| 2015–16 | 1    | Bundesliga               | 16   | -                | -                | -                          |
| 2016–17 | 1    | Bundesliga               | 11   | -                | -                | -                          |
| 2017–18 | 1    | Bundesliga               | 14   | -                | -                | -                          |
| 2018–19 | 1    | Bundesliga               | 14   | -                | Octavos de final | -                          |
| 2019–20 | 1    | Bundesliga               | 8    | -                | Cuartos de final | -                          |

## Palmarés
- EuroChallenge: 1

2010
- ProA: 2

2007 y 2014

## Jugadores destacados
| - Cornelius Adler - Max Kleber - Ater Majok - Dwayne Anderson - Kyle Bailey - Jason Boone - Jason Clark - Louis Dale III - Khalid El-Amin - Sean Evans |  | - Jeb Ivey - Brian Jackson - Ben Jacobson - John Little - Trenton Meacham - David Monds - Raymar Morgan - Chris Oliver - John Patrick - Alex Ruoff |  | - Brandon Thomas - Vitalis Chikoko - Sullivan Phillips - Michael Meeks - Konrad Wysocki - Chris McNaughton - Cody Toppert - Akeem Vargas - Adam Waleskowski - Taylor Rochestie |